# 菊村到
菊村 到（きくむら いたる、本名：戸川 雄次郎（とがわ ゆうじろう）、1925年5月15日 - 1999年4月3日）は、日本の作家・小説家。神奈川県平塚市出身。

## 人物
旧制湘南中学を経て、1944年に仙台陸軍予備士官学校へ入学。翌年卒業し秋田へ見習士官として赴任したが、そこで終戦を迎える。復員直後から早稲田大学文学部英文学科へ通い、この頃から執筆活動を始める。
1948年、大学卒業と共に読売新聞社へ入社。社会部の記者として活動する傍らで執筆活動を行うようになり、同年6月に『川の上』1949年10月に『死臭』を発表し作家としてデビュー。1954年には『受胎告知』が第32回芥川賞候補となる。
この頃までは本名で活動していたが、やがて記者活動との兼ね合いから、1955年の結婚を境に「菊村到」のペンネームで執筆を行うようになる（後述）。1957年「不法所持」で文學界新人賞受賞。筆名を使ったため、芥川賞候補作家と同一人物と判らず受賞した。
1957年の第37回芥川賞受賞を機として、10月に読売新聞社の文化部記者（当時）を退職し、以降は文筆活動に専念するようになる。その後は自身原作の映画『紅の翼』に新聞記者役として出演したり、一時期テレビ番組『モーニングショー』において身の上相談の回答を行うなどしている。
作家として息の長い活動を続けていたが、1999年4月に心筋梗塞のため73歳で死去。

## 家族
父は小説家の戸川貞雄で、兄は政治評論家の戸川猪佐武である。河野謙三が戸川猪佐武を経て父親に平塚市長選挙への立候補を要請した時、菊村到は反対していたが、選挙で父親は当選を果たした。後に父親が出版した市長時代の回顧録には、戸川猪佐武が巻末での寄せ書きで「息子はおやじのアンチ・テーゼ」と菊村到が語っていたことを記している（戸川貞雄『市長の椅子』より）、なお叔父（父の弟）にイタリア文学者の岩崎純孝がいる。
また妻の義兄には福田恆存がいる。なお、ペンネームの由来は、その妻の名前である「菊江」からである。

## 作家活動
初期は純文学だけでなく太平洋戦争に関する作品が多いが、これは自身の士官学校経験だけでなく兄も陸軍経験者であり、また記者時代には海外の日本人戦犯に関する取材のため何度か現地へ赴いていて、それらの体験などが執筆に生かされたものである。
しかし文筆活動に専念し始めた頃、父親と親交のあった江戸川乱歩から推理小説への転向を勧められており、後年は推理小説やサスペンス小説へと次第にシフトしていった。

## 受賞歴
- 1957年3月 - 第3回文學界新人賞『不法所持』
- 1957年7月 - 第37回芥川賞『硫黄島』（『不法所持』とのダブルノミネート）

## 著作

### 1950年代
- 不法所持
- 涙にさよならを
- 『硫黄島』文藝春秋新社 1957、のち角川文庫
  - 「硫黄島・ああ江田島」新潮文庫
- 『受胎告知』六興出版部 1958
- 『ろまん化粧』文藝春秋新社 1958
- 『あゝ江田島』新潮社 1958
- 『火の疑惑』筑摩書房 1958
- 『紅の翼』角川書店 1958
- 『山を見るな』集英社 1959
- 『天皇陛下万歳』実業之日本社 1959
- 『ゆがんだ月』講談社 1959
- 『灰 推理小説』光文社 1959
- 『雨に似ている』雪華社 1959
- 『けものの眠り』新潮社 1959 のち徳間文庫
- 『女の窓 ただいま取材中』光文社 1959
- 『風の挽歌』光書房 1959

### 1960年代
- 『風がめざめる』講談社 1960
- 『あした晴れるか』光文社 1960
- 『夜生きるもの』新潮社 1960
- 『自由連想』新潮社 1960
- 『ふきげんな風』角川書店 1960
- 『八人目の敵』集英社 1961 のち徳間文庫
- 『みんな死ね』新潮社 1961
- 『残酷な月』新潮社 1961 のち徳間文庫
- 『夜は新しく』集英社 1961
- 『果実の踊り』集英社 1961 のち徳間文庫
- 『これで勝負する』集英社 1962 「松江城天守閣殺人」徳間文庫
- 『タイトル・マッチ殺人事件』講談社(ロマン・ブックス)1962
- 『夜を待つ人』講談社 1963
- 『さまざまの夜』河出書房新社 1963
- 『遠い海の声』新潮社 1963
- 『獣に降る雨』桃源社 1963
- 『涙が私を重くする』桃源社(ポピュラー・ブックス)1963
- 『沈黙の空』光風社 1964
- 『魅惑』講談社 1964
- 『歌うのは夜だけ』河出書房新社 1964
- 『こちら社会部』毎日新聞社 1964 「殺意の川」旺文社文庫
- 『悪魔が通る街』桃源社(ポピュラー・ブックス)1964
- 『背後に夜があった』双葉小説新書 1965 「背後の闇を撃て」廣済堂文庫
- 『私だけのもの』講談社 1965
- 『男と女の河』毎日新聞社 1966
- 『夜歌う男』徳間書店(平和新書)1966
- 『負けるもんか』秋元書房 1966
- 『光と匂いの部屋』青樹社 1966 「闇に匂う女」旺文社文庫
- 『影を追う女』双葉社 1966 のち旺文社文庫
- 『菊村到戦記文学集』講談社 1967
- 『地球の動きがのろすぎる』青樹社 1967
- 『花の黒点』双葉新書 1967 のち旺文社文庫
- 『巷に黒い風が吹く』海燕社 1967
- 『灰色花壇』読売新聞社(新事件小説全集)1968 のち旺文社文庫
- 『蜜は死の味』青樹社 1968
- 『小説池田大作』徳間書店 1969
- 『蜥蜴色の恐怖』青樹社 1969
- 『けものたちの砦』青樹社 1969
- 『夜は血の色』双葉新書 1969
- 『夜に強くなれ』秋元書房 1969
- 『運河が死を運ぶ エリート社会事件小説集』講談社 1969 のち文庫
- 『女が灰になる時』青樹社 1969

### 1970年代
- 『提督有馬正文』新潮社 1970 のち光人社、「司令官機突入す」を改題
- 『荒野の夜に眠りはない』サンケイ新聞社出版局 1970 「眠りなき荒野」廣済堂文庫
- 『月を踏む男』青樹社 1970
- 『背徳の檻』青樹社 1970
- 『あ丶市ケ谷台 陸軍士官学校の栄光と悲劇』双葉社 1971
- 『夜の野獣を狙え』ベストセラーノベルズ 1973
- 『バス・ルームは死の匂い』産報ノベルス 1973
- 『殺人者は砂に消えた』ベストセラーノベルズ 1973
- 『黒い花を摘んだ』新潮社 1973
- 『誰かが見つめている』光文社(カッパ・ノベルス) 1974 のち徳間文庫
- 『地の底で何かが歌う』双葉社(双葉新書) 1974 のちケイブンシャ文庫
- 『狼たちの孤独な夜』桃園書房 1974
- 『夜明けに花を撃て』ベストセラーノベルズ 1974
- 『狙撃者は歌わない』ワールドフォトプレス(Wild book)1975
- 『夜よ牙を鳴らせ』実業之日本社(Joy Novels)1975 のち廣済堂文庫
- 『夜はさすらいの時』ベストブック社(Big bird novels)1975
- 『今夜も誰かが殺される』桃園書房 1976 のち文庫
- 『夜だ花束を捨てろ』双葉新書 1976 のち徳間文庫
- 『真夜中に獣が歌う』トクマ・ノベルズ 1976 のち文庫
- 『女はもう眠らない』ベストブック社(Big bird novels)1976
- 『華麗な依頼人 名探偵矢場伸吾の事件簿』ベストブック社 1977 「闇の野獣狩り」双葉文庫
- 『サラリーマン殺人事件』実業之日本社(Joy novels)1977
- 『夜の刑事』サンケイ出版 1977
- 『墓は夜に血を流す』トクマ・ノベルズ 1978 のち双葉文庫
- 『誰が引金をひいた』光文社(カッパ・ノベルス) 1979 のち文庫
- 『狼は迷路を走る』ベストセラーノベルズ 1979
- 『死者の土地 かたりべの太平洋戦記』光人社 1979 「洞窟の生存者」光文社文庫
- 『死ぬのは奴だ』ベストセラーノベルズ 1979

### 1980年代
- 『夜明けまでの放浪』双葉社 1980 「殺人者は夜霧に棲む」徳間文庫
- 『ベッドの上の迷路』サンケイ出版 1980 のち廣済堂文庫
- 『肌がもとめた』泰流ノベルス 1980
- 『雨の夜、死神が走る サニー・ウイドウ事件メモ』実業之日本社(Joy novels) 1980
- 『残酷にそして華麗に 秘密捜査網』創芸社 1980 のちケイブンシャ文庫
- 『殺意は海鳴りのように』徳間文庫)1981
- 『夜の扉を撃て』光文社(カッパ・ノベルス) 1981 のち文庫
- 『くれなずむ里五箇山』桐原書店(Rambling guide) 1981
- 『女たちの森』光文社 1981 のち徳間文庫
- 『復讐の唄は闇に流れて』実業之日本社(Joy novels) 1982
- 『傷ついて愛』講談社 1982 のち文庫
- 『首桶伝説』光文社(カッパ・ノベルス)1984 のち文庫
- 『妖戯者』中央公論社(C★NOVELS) 1984 のち文庫
- 『背後の殺人者』1984 (光文社文庫)
- 『野獣派刑事』1986 (双葉文庫)
- 『掠奪者に墓標はない』1986 (桃園文庫)
- 『きらめいて愛』サンケイノベルス 1986 「復讐は夜のメロディ」広済堂文庫
- 『秩父夜祭殺人景色』1986 (光文社文庫)
- 『耳の中に誰かいる 病院ミステリー傑作集』1987 (光文社文庫)
- 『油壷殺人マリーナ』祥伝社(ノン・ポシェット)1987
- 『あやめ祭殺人景色』1987 (光文社文庫)
- 『蛍火祭殺人景色』1987 (光文社文庫)
- 『ベルリンブルーの夜』祥伝社(ノン・ポシェット) 1987
- 『愛は殺しのライセンス』1988 (徳間文庫)
- 赤い闇の未亡人シリーズ 光文社文庫

『赤い闇の未亡人』1988
『魔性を撃て 赤い闇の未亡人』1988
『闇を吸う肌 赤い闇の未亡人』1989
『吸淫鬼 赤い闇の未亡人』1989
『地獄の門で待て 赤い闇の未亡人』1989
『魔手が這う肌 赤い闇の未亡人 1990
魔性の指 赤い闇の未亡人 1990
獣たちの凶宴 赤い闇の未亡人 1991
悪霊たちの秘戯 赤い闇の未亡人 1992
魔性の唇 赤い闇の未亡人 1993
肌を裂く牙 赤い闇の未亡人 1993
震える肌 赤い闇の未亡人 1995
野獣の舌 赤い闇の未亡人 1997
- 『悪魔が肌を彫る』双葉ノベルス 1989 「濡れ肌の迷路」文庫

### 1990年代
- 『人妻捜査官』双葉ノベルス 1990 「人妻刑事」文庫

『濡れて舞う肌 人妻刑事』1996 (徳間文庫)
『闇の処刑台 人妻刑事』1996 (徳間文庫)
- 『刑事くずれ』廣済堂ブルーブックス 1990 「濡れ事裁き人」文庫
- 『女は闇を抱く』トクマ・ノベルズ 1990 のち文庫
- 『特別秘密捜査官 妖夢の女』祥伝社(Non novel)1991
- 『美肌探偵局・肉色の罠』双葉ノベルス 1991 のち文庫
- 『闇をさぐる未亡人』双葉ノベルス 1992 「美女と手錠」祥伝社 (ノン・ポシェット)
- 『隠れ刑事』シリーズ 祥伝社ノン・ポシェット

欲望編 1992
秘悦編 1992
艶熟編 1993
淫獣編 1993
妖夢の女編 1994
魔性の肌編 1994
妖戯の女 1995
- 『寝室の殺意』1993 (ケイブンシャ文庫)
- 『人妻けもの道』双葉ノベルス 1993 「魔色の女」祥伝社 (ノン・ポシェット)
- 『獄門警部』祥伝社(ノン・ポシェット) 1994

『獄門警部美女狩り』1996 (ノン・ポシェット)
- 『闇に犯される女』1994 (飛天文庫)
- 『牙狼の女』1995 (光文社文庫)
- 『闇から来た女』1995 (徳間文庫)
- 『隠れ湯の女』1997 (廣済堂文庫)
- 『その夜の人妻』1998 (光文社文庫)
- 『喪服の似合う女』1999 (徳間文庫)